# Pescatoria pallens
Pescatoria pallens är en orkidéart som först beskrevs av Heinrich Gustav Reichenbach, och fick sitt nu gällande namn av Patricia A. Harding. Pescatoria pallens ingår i släktet Pescatoria och familjen orkidéer.
Artens utbredningsområde är Colombia. Inga underarter finns listade i Catalogue of Life.